# De olijfolie
De olijfolie is een volksverhaal uit Turkije.

## Het verhaal
De olijfolie-oogst is mislukt en er zijn hevige hagelstormen geweest in het voorjaar. De bloesem is kapot en er komt een droge zomer. De olie wordt gebruikt voor de bereiding van vlees en salade, ook olielampen branden er op. Het wordt een donkere winter en de sultan laat olie brengen naar de hoofdstad. Mensen wachten in een rij en Hodja zegt geen kruikje te hebben. Hodja zegt dat hij ook geen olie nodig heeft. Als hij niet aansluit in de rij zullen morgen rijen voor zijn huis wachten, omdat ze denken dat hij voldoende olie heeft.

## Achtergronden
- In de Turkse samenleving behoort het helpen van elkaar, net zoals gastvrijheid tot eeuwenhoude en nog steeds belangrijke waarden. Toch denkt men soms ook wel een beetje extra aan zichzelf.
- Nasreddin Hodja is een soefi en gewoon mens, soms egoïstisch. Hij kent de mensen zo goed als hij zichzelf kent en wil vooral niet opvallen.